# Consell Suprem de la República de Letònia

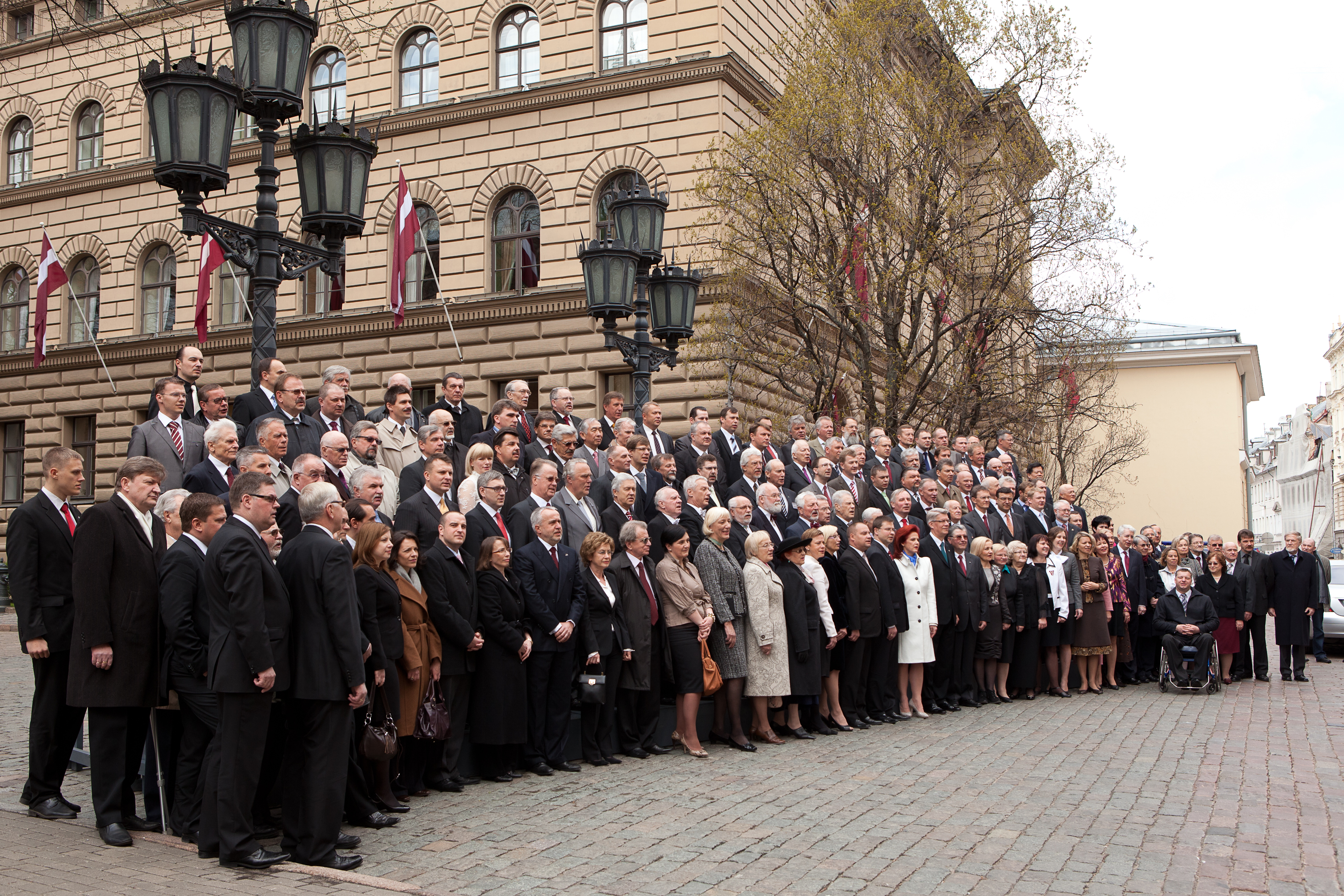
Membres del Consell Suprem que van votar per la independència de la República de Letònia junt amb els diputats del Saeima, a l'aniversari de la proclamació el 4 de maig de 2011.

El Consell Suprem de la República de Letònia (en letó: Latvijas Republikas Augstākā Padome) va ser el Parlament de transició de Letònia entre 1990-1993, després de la restauració de la independència. El Consell Suprem va ser escollit el 18 de març de 1990 com el Soviet Suprem de l'RSS de Letònia. El 4 de maig de 1990 es va declarar la restauració de la independència de Letònia i va començar un període de transició que va durar fins a la primera sessió del cinquè Saeima el 6 de juny de 1993. La independència va ser restaurada completament el 21 d'agost de 1991, durant el Cop d'estat a la Unió Soviètica.
Fou el President del Consell Suprem de la República de Letònia:
- Anatolijs Gorbunovs del 3 de maig de 1990 al 6 de juliol de 1993.[2]